# Anime di Pe e Nekhen
Con Anime di Pe e Nekhen dette anche "Seguaci di Horo" si indicano i mitici sovrani predinastici del Basso e Alto Egitto così come nominate nel Testi delle piramidi nella formula relativa al viaggio ultraterreno del sovrano:

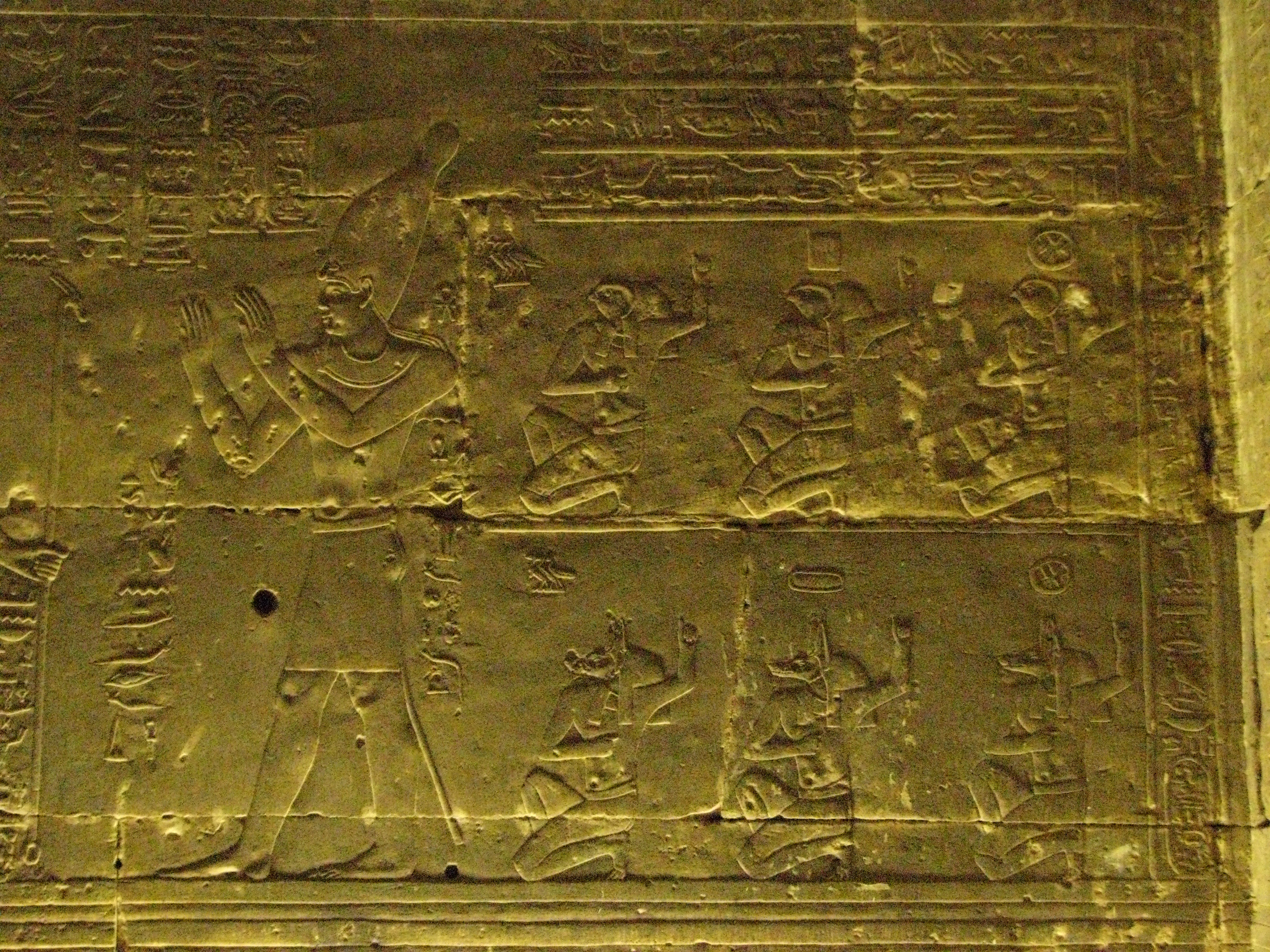
Nel registro superiore le Anime di Pe e in quello inferiore le anime di Nekhen, dietro il sovrano defunto mentre lo accompagnano, con gesto di saluto, nei riti di purificazione davanti agli dei

......e giungono (al sovrano defunto)

gli dei Anime di Pe,

gli dei Anime di Nekhen,

gli dei del cielo,

gli dei della terra,.......

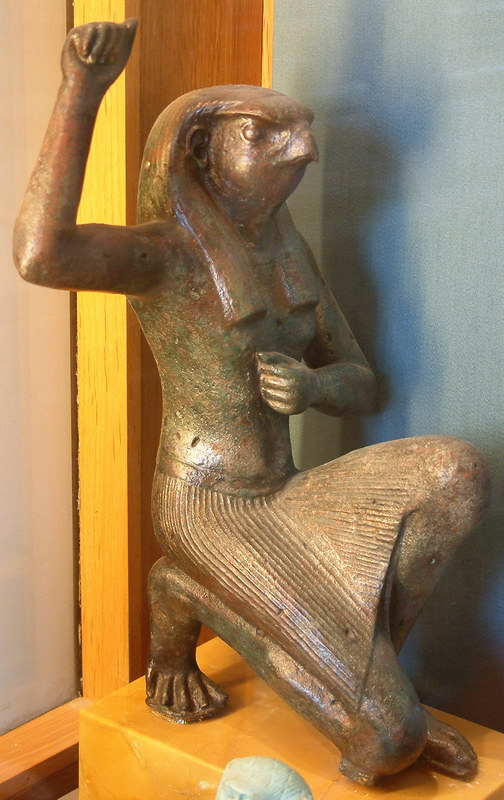
Anima di Pe

La grande carenza di documentazione non consentì a Manetone di comunicarci i nomi dei sovrani predinastici, oltre Menes, che furono genericamente denominati "Spiriti dei defunti" mentre nel Papiro di Torino questi sovrani sono chiamati "Spiriti che furono seguaci di Horus" o più semplicemente "Seguaci di Horo".

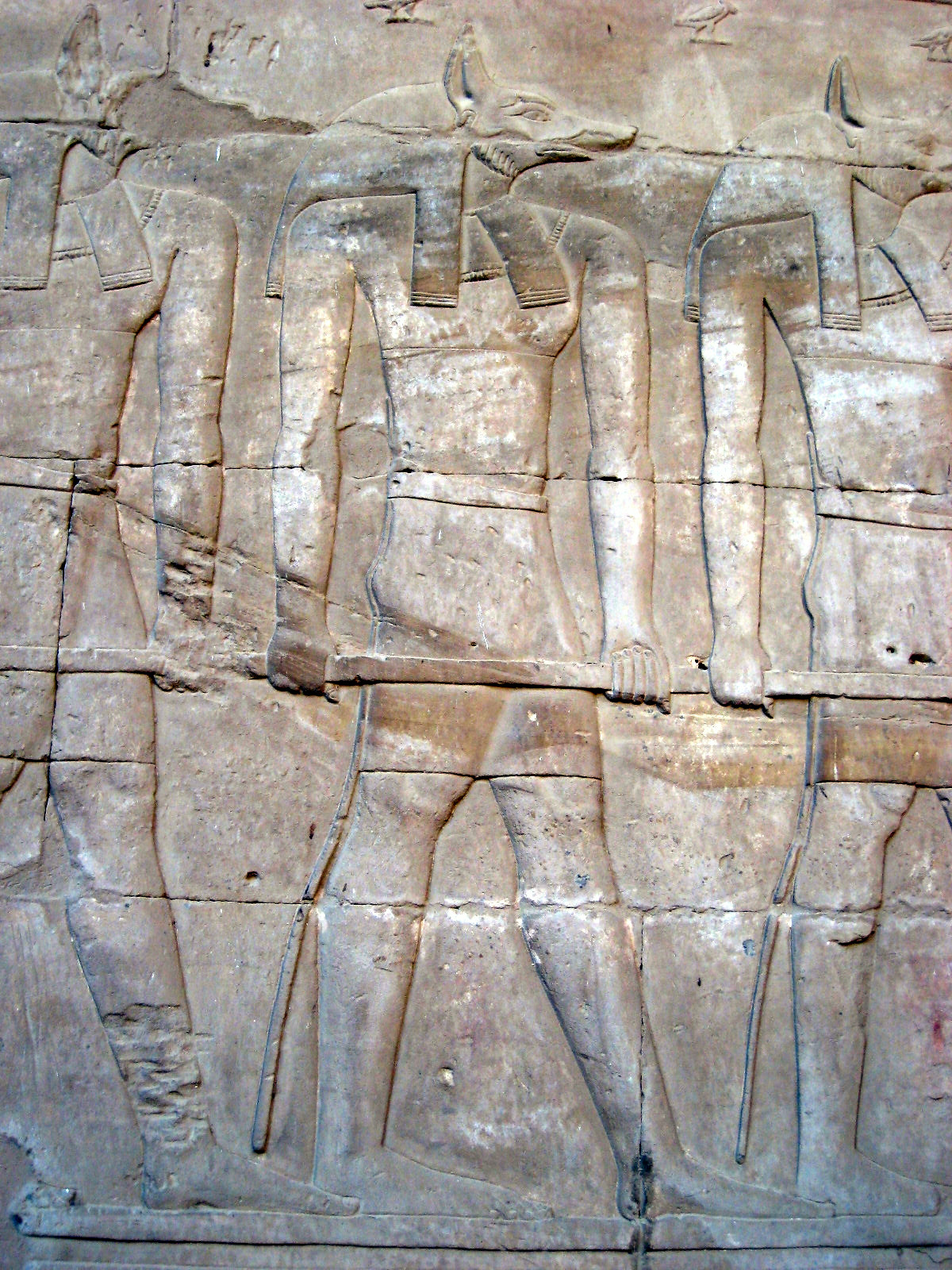
Anime di Nekhen

Più specificatamente le Anime sono i bau, plurale di ba, dei sovrani appartenenti alla sfera del divino anche se il ba era solo una componente dell'individuo identificabile nella sua energia vitale.

Queste anime sono spesso rappresentate nelle pitture funerarie come trasposizione del geroglifico determinativo della parola hnw
| A8 |

 ossia giubilo e rappresenta un uomo con un arto inferiore genuflesso che con il pugno si percuote il petto mentre l'altro braccio è sollevato in alto. Il gesto deriva dall'antica musica detta corporea e che si eseguiva con la percussione del petto prima con un pugno e poi con l'altro (Hornung).
Era la forma del saluto all'apparizione del sovrano e di Ra all'orizzonte come Khepri e veniva eseguita dai sacerdoti, dagli alti funzionari dello Stato e dal corteo divino che salutava Aton sia all'alba che al tramonto.
I bau di Pe e Nekhen venivano sempre rappresentati con questo gesto di giubilo e come esseri antropomorfi con la testa di falco le anime di Pe ossia l'antica Buto, mitica capitale del Basso Egitto, e con la testa di canide quelle di Nekhen che era l'antica capitale dell'Alto Egitto anche detta Hierakonpolis identificando così le antiche forze spirituali delle due metà del Paese.
Sono raffigurate nella tomba di Ramesse I dove il sovrano viene salutato dal corteo divino come il nuovo sole ossia Horo all'orizzonte mentre in un'altra immagine, il sovrano compare tra un'Anima di Pe e una di Nekhen mentre salutano Osiride con gesto di giubilo.
Anche l'arrivo del sole nel mondo sotterraneo era salutato, con il gesto henu, da divinità definite "Gli Occidentali" che spesso sostituivano le Anime di Pe e Nekhen nell'iconografia funeraria.